# КСР-11
КСР-11 ("изделие 086") (по кодификации НАТО AS-5 «KELT») — советская противорадиолокационная крылатая ракета воздушного базирования комплекса К-11, разрабатывалась как модификация крылатой ракеты КСР-2 . Оснащалась фугасной боевой частью.
Предназначалась для поражения радиоизлучающих наземных и морских целей.
Работы по ракете начались с Постановления СМ СССР от 20 июля 1957 года и Приказа МАП от 31 июля 1957 года. Принята на вооружение ПСМ от 13 апреля 1962 года. Серийное производство на заводе № 292 в г. Смоленске.
Дальность обнаружения целей — до 350 км. Пуск ракеты производился на дальность до 160—170 км. Радиус действия комплекса Ту-16К-11 с одной ракетой составлял 2000 км с вероятностью поражения 0,8-0,9.
Основные отличия КСР-11 от КСР-2:
Ракета комплектовалась той же фугасно-кумулятивной БЧ, что и КСР-2 (ФК-2) для борьбы с морскими целями, а также ФА-11 осколочно-фугасного действия для поражения наземных средств ПВО. Были отличия по конструкции и размещению блоков автопилота АП-72-11, электрооборудованию, топливной системы, наличие дополнительных узлов подвески и разъёмы стыковки изделия с носителем. Головка наведения ракеты — пассивный радиолокационный координатор цели 2ПРГ-10.
Наведение ракеты осуществлялось комбинированным способом: РЛС противника обнаруживалась самолётной станцией «Рица». Станция определяла дальность, азимут, частоту излучения, периодичность и длительность импульсов. Головка ракеты настраивалась по частоте излучения цели и брала её на автосопровождение. После отцепки ракеты полёт происходил в пассивном режиме от автопилота, с 40-й секунды включалась в работу пассивная ГСН, выполнявшая наведение по курсу. Помимо обычной траектории возможен был режим, когда ЖРД работал до 60-й сек в стартовом режиме и ракета набирала высоту. При угловом рассогласовании цели в 25 градусов ракета переходила в пикирование на цель с самонаведением по курсу и тангажу. При прерывании работы РЛС цели ГСН ракеты сохраняла направление полёта в течение 25 сек.
На морских ТВД ракеты КСР-11 планировалось применять совместно с КСР-2. Пассивная ГСН КСР-11 достаточно хорошо захватывала корабельные радиоизлучающие объекты.

## Боевое применение

### Война Судного дня
Ракетоносцы Ту-16К-11-16 36-й эскадрильи 403-й бомбардировочной бригады генерала Мохаммеда Османа Эль Генди египетских ВВС выпустили в общей сложности 25 ракет КСР-2 и КСР-11 во время Войны Судного дня в октябре 1973 года, из которых двадцать, по израильским данным, были сбиты и только пять поразили цели — две РЛС и склад снабжения.